# Till Ehrlich

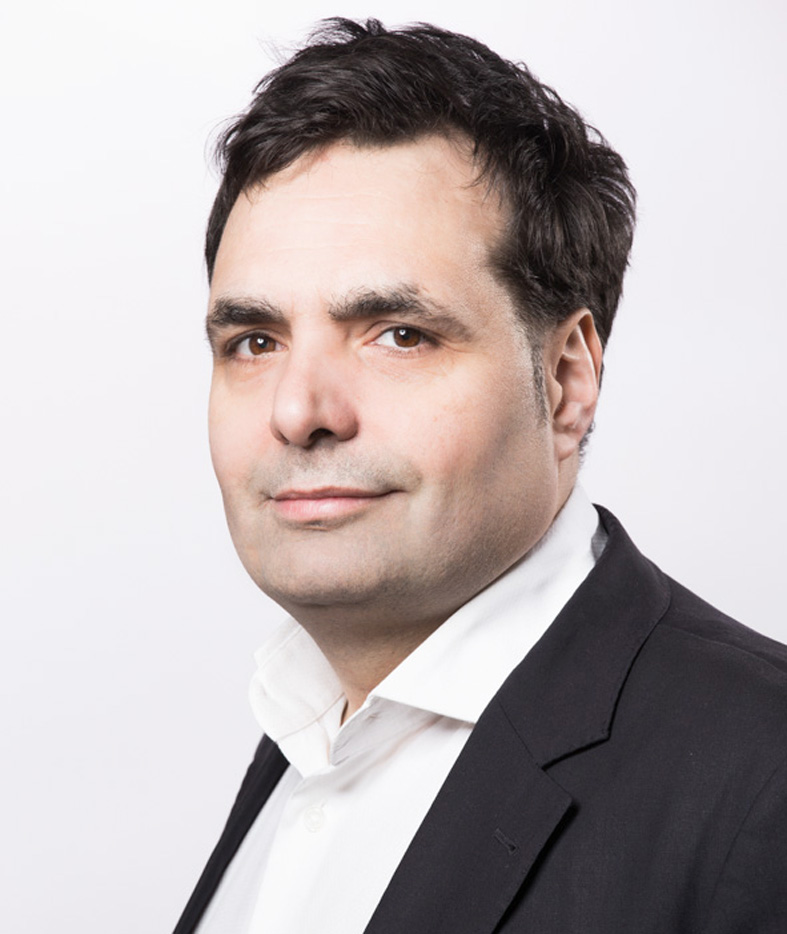
Till Ehrlich (2014)

Till David Ehrlich (* 1964 in Dresden) ist ein deutscher Journalist, Autor und Weinexperte.

## Leben
Till  Ehrlich ist der Sohn der Schauspielerin Gerti Eichler und des Germanisten und Theater-Regisseurs Lothar Ehrlich. Seine jüngere Schwester Henriette lebt als Schauspielerin bei Dresden. Er besuchte von 1971 bis 1981 die 59. Polytechnische Oberschule Dresden. Nach erfolgreichem Abschluss seiner Lehre zum Koch im Dresdner Restaurant Luisenhof arbeitete er in diesem Beruf bis zum Beginn seines Studiums in verschiedenen Restaurants, zuletzt in Berlin. Till Ehrlich studierte an der Freien Universität Berlin und der Universität Wien Kommunikationswissenschaft und Geschichte und schloss sein Studium mit dem Magistergrad ab. Er lebt und arbeitet als Journalist und unabhängiger Weinsachkundiger in Berlin.
Ehrlich ist verheiratet und hat ein Kind.

## Publizistische Arbeit
Till Ehrlich publiziert regelmäßig über Wein- und Geschmackskultur, gastrosophische Themen, sowie über die Kulturgeschichte und Gegenwart des Essens und Trinkens in Tageszeitungen (u. a. Süddeutsche Zeitung), sowie in Fachzeitschriften (u. a. Fine. Das Weinmagazin, Der Feinschmecker) und in wissenschaftlichen Periodika zur Kulinaristik (Journal Culinaire).
Ehrlich hat mehrere Bücher über Wein und Kulinarik veröffentlicht. Seine im Hallwag Verlag erschienenen unabhängigen Einkaufsführer über die besten Supermarktweine und Weine unter 10 Euro erreichten mehrere Auflagen und zählen zu den Bestsellern dieses Genres in Deutschland.

## Publikationen

### Aufsätze (Auswahl)
- Weinfarbe in der Weinverkostung. Überlegungen zur Wirkkraft der Farbe. In: Journal Culinaire, Kultur und Wissenschaft des Essens. Nr. 10, Münster 2010, Edition Wurzer & Vilgis, ISBN 978-3-941121-10-2, S. 127–131.
- Ist Wein ein Kulturgut? Gedanken zur kulturellen Identität und Geschichtlichkeit des Weins. In: Journal Culinaire, Kultur und Wissenschaft des Essens. Nr. 8, Münster 2009, Edition Wurzer & Vilgis, ISBN 978-3-941121-08-9, S. 26–40.
- Anmerkungen zur Krisis der Weinkritik. Auf dem Weg zu einer neuen Glaubwürdigkeit. In: Journal Culinaire. Kultur und Wissenschaft des Essens. Nr. 6, Münster 2008, Edition Wurzer & Vilgis, ISBN 978-3-941121-06-5, S. 48–57.

### Bücher
- Kloster Eberbach. Geschichte und Wein. Mit Daniel Deckers, Martin Wurzer-Berger, Gerwin Zohlen, Ralf Frenzel (Hrsg.): Tre Torri, Wiesbaden 2015, ISBN 978-3-944628-71-4.
- Marchesi Antinori. 26 Generationen Weinbau. Mit Stuart Pigott, Heinz-Joachim Fischer, Gerwin Zohlen, Ralf Frenzel (Hrsg.). Tre Torri Verlag, Wiesbaden 2014. ISBN 978-3-944628-20-2.
- Der Metternich 2011/2012: Wein und Genuss in Deutschlands besten Restaurants und Weinbars. Mit Thomas Schröder (Hrsg.) und Stefan Quante. Tre Torri Verlag, Wiesbaden 2011. ISBN 978-3-941641-53-2.
- Next Generation: 101 junge Winzer, die jeder kennen sollte. Fine, Special 1, Tre Torri Verlag, Wiesbaden 2010. ISBN 978-3-941641-33-4.
- 200 Fragen zum Wein. Ehrlich beantwortet. Hallwag Verlag, München 2006. ISBN 3-8338-0344-4.
- Die besten Weine unter 10 Euro. Eine ehrliche Auswahl. Hallwag Verlag, München 2006. ISBN 3-8338-0343-6.
- Die besten Supermarktweine. 100 Weine entdecken und genießen. Vollständige Neuausgabe, Hallwag Verlag, München 2006, ISBN 3-8338-0136-0.
- 500 Weine unter 10 Euro. Mit Bezugsquellen und Speiseempfehlungen. Mit Bernd Kreis. Hallwag Verlag, München 2005. ISBN 3-7742-7693-5.
- Die besten Supermarktweine. 100 Weine entdecken und genießen. Hallwag Verlag, München 2004, ISBN 3-7742-6488-0.

## Auszeichnungen
- 2003 Hauptpreis „Prix du Champagne Lanson“
- 2002 Förderpreis „Prix du Champagne Lanson“